# Ще прострем прането си на линията „Зигфрид“
„Ще прострем прането си на линията Зигфрид“ (на английски: We're Going to Hang out the Washing on the Siegfried Line) е популярна военна песен от 1939 г., написана от ирландския композитор Джими Кенеди, докато е капитан в Британския експедиционен корпус по време на ранните етапи на Втората световна война.
Линията „Зигфрид“ е верига от укрепления по западната граница на Германия, аналогична на линията „Мажино“ във Франция и има за цел да възпрепятства атаките на Съюзниците. Пародийната песен е известна сред съюзническите войски по време на цялата война, но е особено популярна по време на Странната война, преди битката за Франция.

## Текст
We're going to hang out the washing on the Siegfried Line.

Have you any dirty washing, mother dear?

We're gonna hang out the washing on the Siegfried Line.

'Cause the washing day is here.

Whether the weather may be wet or fine,

We'll just rub along without a care.

We're going to hang out the washing on the Siegfried Line,

If the Siegfried Line's still there.

### Превод
Ще прострем прането си на линията „Зигфрид“

Мила мамо, имаш ли мръсно пране?

Ще прострем прането си на линията „Зигфрид“

Защото дойде денят за пране.

Без значение дали времето е влажно или наред

Ние ще вървим безгрижно напред.

Ще прострем прането си на линията „Зигфрид“

Ако е все още там линията „Зигфрид“.

Лесли Саръни (1897 – 1985) и Лесли Холмс добавят няколко реда извън първоначалната версия. В техния вариант в началото е добавено:
Mother dear, I'm writing you from somewhere in France

Hoping this finds you well.

Sergeant says I'm doing fine – a soldier and a half

Here's a song that we all sing

This'll make you laugh:

We're going to hang out the washing on the Siegfried Line...
Мила мамо, пиша ти някъде от Франция

и се надявам, че си добре.

Сержантът каза, че се справям като войник – с гаранция.

Ето една песен, която пеем

и винаги ни кара да се смеем:

Ще прострем прането си на линията „Зигфрид“...

## Други варианти
Скоро след като песента става известна сред британските войски във Франция, французите правят свой вариант, а германците – съответно контравариант на текста, използвайки същата мелодия:

### Френски вариант
Un petit Tommy chantait cet air plein d'entrain

En arrivant au camp

Tout les p'tits poilus joyeux apprirent le refrain

Et bientôt le régiment

Entonnait gaiement:

On ira pendr' notre linge sur la ligne Siegfried

Pour laver le linge, voici le moment

On ira pendr' notre linge sur la ligne Siegfried

A nous le beau linge blanc.

Les vieux mouchoirs et les ch'mis's à Papa

En famille on lavera tout ça

On ira pendr' notre linge sur la ligne Siegfried

Si on la trouve encore là.

### Немски вариант
Ja mein Junge, das hast du dir gar zu leicht gedacht

mit dem großen Wäschetag am deutschen Rhein

hast du dir auch deine Hosen richtig vollgemacht,

brauchst du garnicht traurig sein!

Bald seifen wir dich gründlich ein

von oben und von unten her

wenn der deutsche Waschtag wird gewesen sein,

Mensch, dann brauchst du keine Wäsche mehr!

Sing dies Liedchen mit, wer es nur immer singen mag

mit der zweiten Kriegsberichterkompanie

Bis zum Wäschetag, ja bis zum Wäschetag

In aller Herrgottsfrüh.

Mein Mädel, schenk' noch einmal ein

Und tanzt und trinkt die Gläser leer.

Denn wenn der große Waschtag wird gewesen sein

Kehr' ich heim, kehr' ich heim übers Meer.